# 3 Godfathers (película de 1948)
3 Godfathers (Tres hijos del diablo en Argentina, Tres padrinos en España) es un western de  John Ford de 1948. El guion, escrito por Frank S. Nugent y Laurence Stallings, está basado en la novela corta del mismo nombre escrita por Peter Kyne. Ford ya había adaptado la película una vez en Marked Men. La adaptación muda de Ford se cree que está perdida actualmente. El argumento es una especie de re-narración del argumento de los Reyes Magos en un contexto americano occidental.

## Argumento
3 forajidos roban un banco en Welcome, Arizona, y son perseguidos por el sheriff de la localidad y de sus hombres. Pueden evadirlos cogiendo otro sendero a través del desierto donde hay un sitio de agua potable. Sin embargo allí ha habido un desastre y está abandonado. El pozo ya no está por ello y está también por ello abandonada. Encuentran además a una mujer embarazada y debilitada por la falta de agua que tuvo que soportar desde entonces y que fue abandonada a causa de lo ocurrido, la cual va a tener un hijo y que está sola sin que nadie la pueda a ayudar cuando tenga el parto.
Deciden ayudarla y traer a su hijo al mundo y lo consiguen. Luego le prometen antes de que muera por agotamiento a cuidar del bebé y salvarlo, cosa que hacen, pero dos de ellos mueren por el camino hasta que el último, Marmaduke, consigue llegar al pueblo de Nueva Jerusalén con el bebé y así salvarlo. Mientras tanto el sheriff se da cuenta adonde debieron haber ido los forájidos y consigue encontrarlo. 
Resulta que la mujer muerta era familiar suyo y cuando se entera de lo que hizo, lo convierte en su amigo mientras que el juez le da la mínima sentencia de un año y un día por el robo en agradecimiento por lo que hizo. Es llevado a la cárcel, pero la gente de Welcome le da una calurosa despedida y le prometen cuidar del bebé en su ausencia. También le indican que luego estará bienvenido en la ciudad para cuidar luego del bebé crecido, cuyo bienestar ahora es su prioridad como lo prometió a la madre del bebé.

## Reparto
| Actor            | Papel                             |
| ---------------- | --------------------------------- |
| John Wayne       | Robert Marmaduke Hightower        |
| Harry Carey Jr.  | William Kearney "The Abilene Kid" |
| Pedro Armendáriz | Pedro "Pete" Fuerte               |
| Mildred Natwick  | Madre                             |
| Ward Bond        | Perley "Buck" Sweet               |
| Mae Marsh        | Mrs. Sweet                        |
| Jane Darwell     | Miss Florie                       |
| Guy Kibbee       | Juez                              |
| Hank Worden      | Curley                            |

## Producción
La película fue principalmente rodada en el valle de la Muerte, California, y en Alabama Hills. También fue la primera película de John Ford rodada en Technicolor. Durante la filmación John Wayne recibió una quemadura solar y tuvo que ser hospitalizado.